# Canary Conn
Canary Conn (nascida em 1949) é uma artista e escritora americana. A sua autobiografia, Canary: The Story of a Transsexual, foi uma das primeiras memórias notáveis de um transexual que se auto-descreveu, e ela fez várias aparições em talk shows para discutir a sua transição nos anos 1970.

## Vida e carreira
Conn cresceu em San Antonio, Texas. Em 1968, Conn foi o participante patrocinado pela KONO-FM em um show de talentos nacional apresentado por Ed Ames e Aretha Franklin intitulado Super Teen: The Sounds of '68. Depois de ganhar o prémio de melhor vocalista masculino, Conn ganhou um contrato de gravação com a Capitol Records como prémio. Em 1969, sob o nome de Danny O'Connor, Conn gravou quatro canções para a Capitol, incluindo "Imaginary Worlds" e "Ridin 'Red Hood". Em março daquele ano, a Capitol lançou um 45 com os singles "Can You Imagine" e "If I Am Not Free".
Após uma tentativa de suicídio, Conn fez a sua transição aos 23 anos. Ela achou difícil conseguir um trabalho subsequente e só teve um contacto com o filho em 1972, após o fim do casamento. Em 1974, ela publicou Canary: The Story of a Transsexual. Uma versão em brochura das suas memórias foi lançada após uma aparição no The Merv Griffin Show. Conn também apareceu no Tomorrow e no The Phil Donahue Show. Mais tarde, ela interrompeu as suas aparições na mídia e fundou um pequeno negócio.